# Pravoslavna cerkev sv. Cirila in Metoda, Ljubljana
Cerkev sv. Cirila in Metoda je cerkev slovenske veje Srbske pravoslavne cerkve, ki stoji med Prešernovo in Tivolsko cesto, v neposredni bližini Narodne galerije, Moderne galerije in parka Tivoli v Ljubljani. Je edini značilen primer pravoslavne (neobizantinske) arhitekture iz obdobja med obema svetovnima vojnama na slovenskem, ki izstopa predvsem po bogati poslikavi notranjosti.
Po ustanovitvi Srbske pravoslavne cerkve v Ljubljani leta 1921, je temelje cerkve leta 1932 posvetil takratni srbski patriarh Varnava. Istega leta je načrt za cerkev izdelal Momir Korunović, kateremu je bila osnova srednjeveška srbska petkupolna cerkev na osnovi grškega križa. Cerkev sv. Cirila in Metoda so neformalno dokončali leta 1936. Notranjost krasijo freske, ki so delo kiparja Dragomira Jašovića in Miše Mladenovića, ikonostas je delo deberskih bratov Nestorja in Lazarja Aleksijevića, ikone pa je naslikal kipar Mirko Šubic.
Cerkev je posvetil 23. oktobra 2005 srbski patriarh Pavle, ob prisotnosti takratnega predsednika Janeza Drnovška in takratnega ljubljanskega nadškofa Alojza Urana. To je tudi datum uradnega dokončanja cerkve. Ob posvetitvi so v oltar položili relikvije sv. Atanazija Velikega, ki jih je iz Vatikana prinesel kardinal Tomáš Špidlík, in na ta način simbolno pokazali enotnost krščanskega sveta (pravoslavnega in katoliškega). 
Ob cerkvi je v letih 2009–2012 nastalo tudi župnišče oziroma kulturno-pastoralni center srbske pravoslavne občine v Ljubljani po načrtih arhitekta Boruta Simiča. Boter centra je znani košarkar Radoslav Nesterović. Leta 2009 je cerkev in center v gradnji obiskal tudi srbski predsednik Boris Tadić.
Mestni svet Mestne občine Ljubljana na 37. seji dne 29. marca 2010 sprejel odlok o razglasitvi cerkve sv. Cirila in Metoda za kulturni spomenik lokalnega pomena.